# Kupljenovo
Kupljenovo – wieś w Chorwacji, w żupanii zagrzebskiej, w mieście Zaprešić. W 2011 roku liczyła 704 mieszkańców.